# Peugeot 202

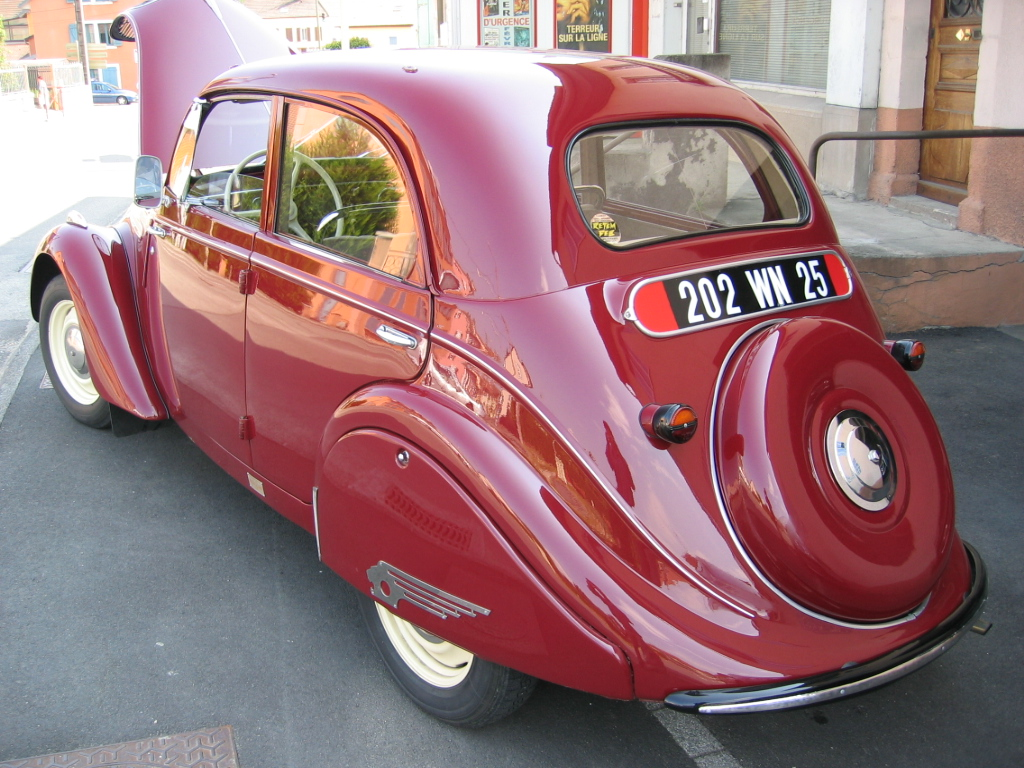
Parte trasera del 202.

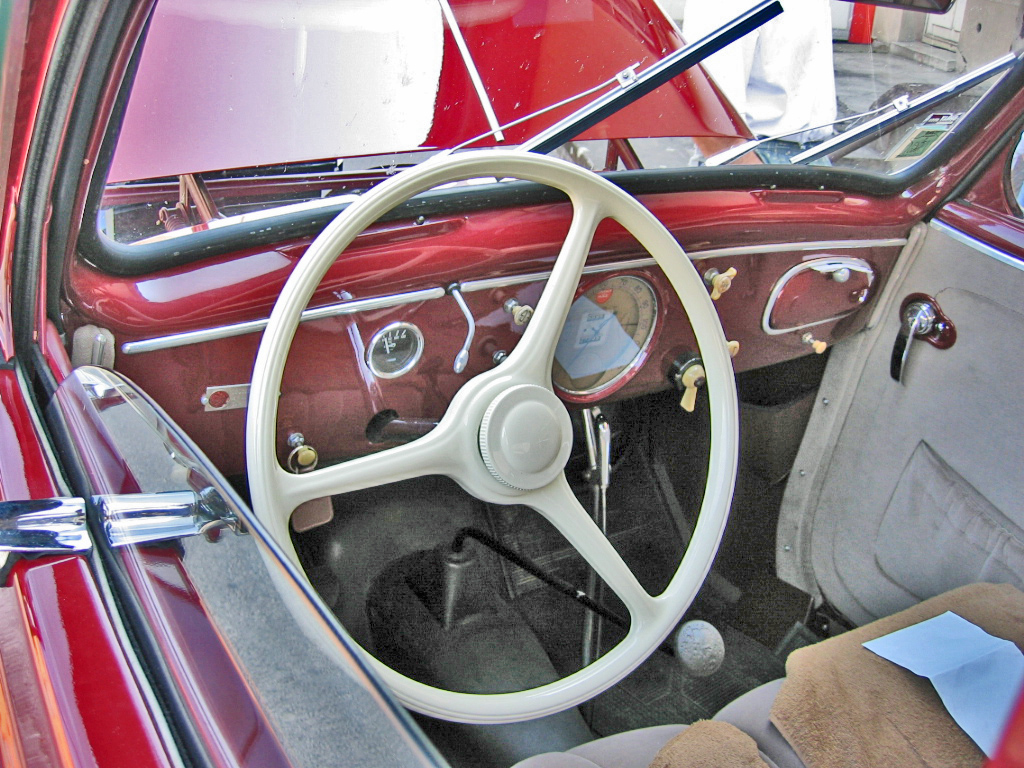
Interior

El Peugeot 202 fue presentado en el Salón del Automóvil de Paris en febrero de 1938. Oficialmente a la prensa especializada lo hizo en Boulogne el 2 de marzo. 
Construido por la empresa francesa Peugeot entre enero de 1938 y octubre de 1948, fue apodado el “coche bizco” por sus dos faros muy juntos colocados tras esa calandra en forma de corazón que tiene el capó.
El vehículo es una reducción en tamaño del modelo Peugeot 402 para competir con el Renault Juvaquatre. Su diseño aerodinámico fue inspirado en las líneas del Chrysler/De Soto Airflow, pero más potente y espacioso que sus competidores. Su prometedora carrera, fue frenada por el inicio de la II Guerra Mundial, ya que aunque su producción se extendió a lo largo de 11 años, solo fue efectiva entre 1938 y septiembre de 1939, reanudándose en junio de 1944 el ensamblaje de las piezas producidas antes de la guerra (202-BH ó vagón) y la producción de la nueva versión 202 UH en otoño de 1946. Por entonces las unidades se vendían a un precio económico de entre 9.680,07 pesetas y 11.616,09 pesetas (20.000 y 24.000 francos franceses), siendo un 30% más caro el descapotable de 2 puertas y un 55% más cara la camioneta. La producción termina en octubre de 1948 para las versiones ligeras y en el verano de 1949 para los vehículos comerciales (camioneta, furgón y ambulancia).
Los vehículos ensamblados en el periodo de posguerra presentaban muy pocos cambios respecto a la versión de 1939: acabados más simples, llantas sin orificios fijadas con 3 tuercas en vez de cuatro y ausencia del león en el cubrerruedas trasero. En la versión de 1947 se rediseña el salpicadero para incorporar una guantera muy pequeña en la zona del copiloto y el tapón del depósito de gasolina está en el guardabarros trasero derecho. En la versión de 1948 las ruedas se embellecen con tapacubos cromados y se incorporan los amortiguadores hidráulicos.
En los 5 años efectivos que tuvo lugar la producción, se fabricaron 104.126 unidades en versión utilitario, 17.462 en versión camioneta, 3.015 unidades en versión 202 UH (cuerpo de madera) y 1.290 unidades entre furgón, ambulancia y eclipse. En total se produjeron 122.878 ejemplares del modelo 202, antes de ser reemplazado por el Peugeot 203.
La popularidad del Peugeot 202 fue tal, que no tendría competencia en su segmento de 30 CV de potencia, hasta la aparición del Simca Aronde .

## Características
Prácticamente era igual a su hermano mayor el 402, con todas sus características estilísticas, particularmente en su línea aerodinámica y sus faros en prisión.
A pesar de su modesta aerodinámica el vehículo alcanza los 100 km / h de velocidad máxima.
El Peugeot 202 se fabricó inicialmente en versión coupé de 2 puertas (202) y a finales de 1938 se inicia la producción del berlina de 4 puertas (202-B), y la espléndida versión descapotable de 4 puertas (202 cabriolet). También se crearon algunos ejemplares en versión 2 puertas de "Eclipse" con una capota eléctrica metálica que se guardaba automáticamente en el baúl, que se convirtió en el modelo punta de la gama. En 1939 se inicia la venta de las versiones comerciales para éste uso, como el 202 camioneta (202 UB) que llegaba a transportar 500 kilos de carga, y la versión ambulancia.
Se diferencian 3 modelos principales de Peugeot 202 en versión utilitario: Peugeot 202: fabricado de enero a noviembre de 1938.
Peugeot 202 B y Peugeot 202 "cabriolet": fabricados de 1938 a 1942 y Peugeot 202 BH: fabricado de 1945 a 1949.

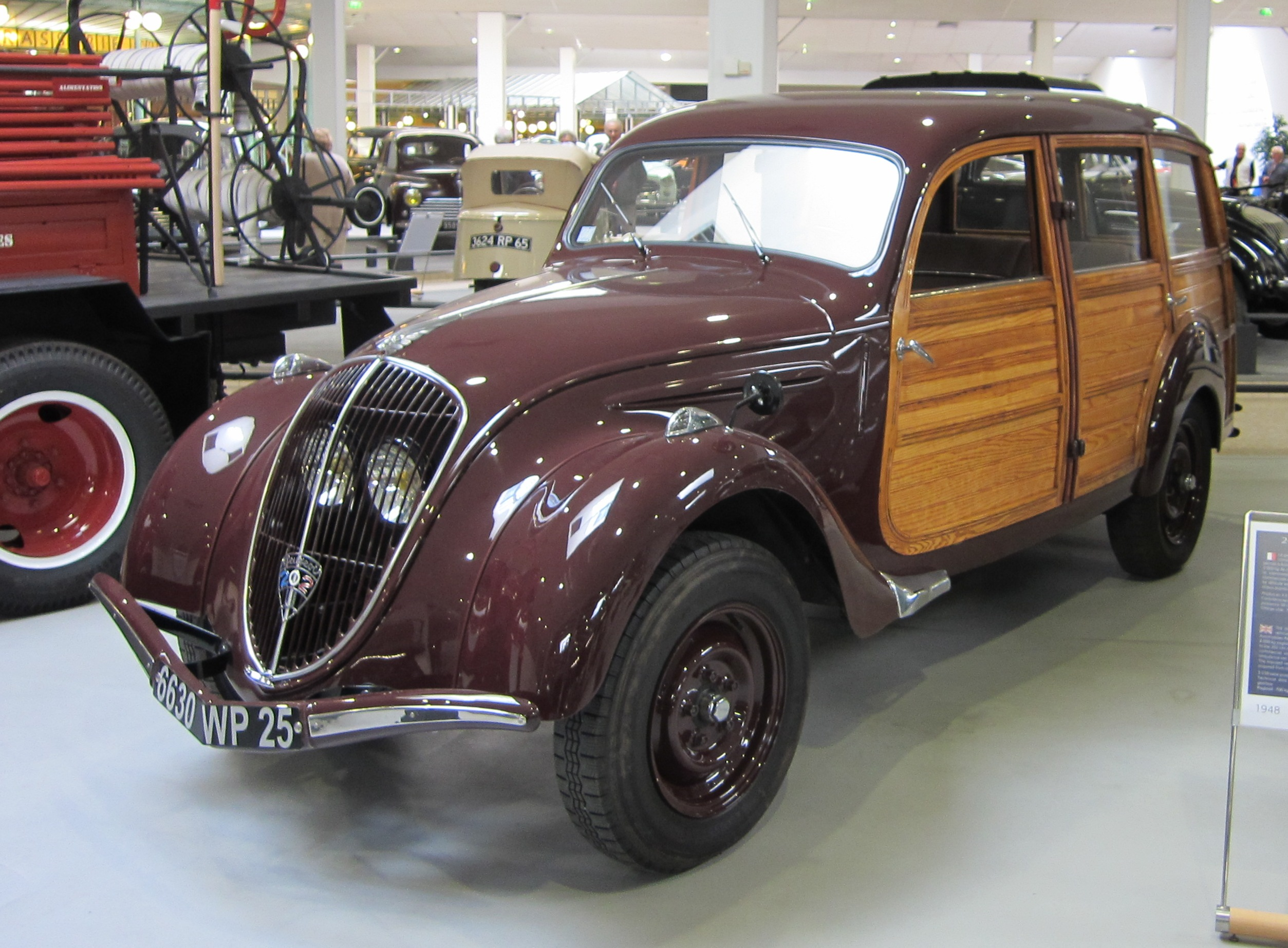
202 familiar
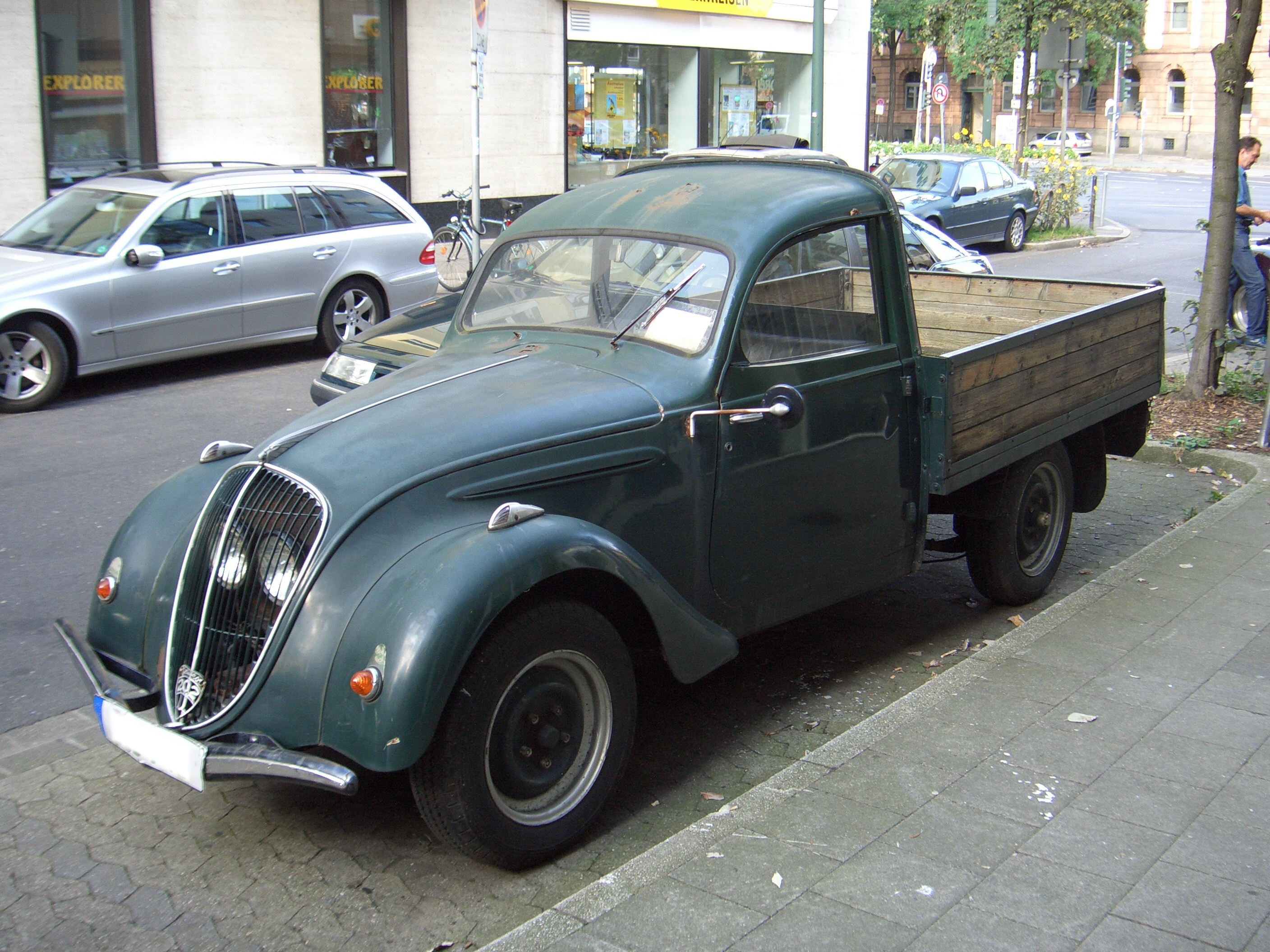
202 camioneta
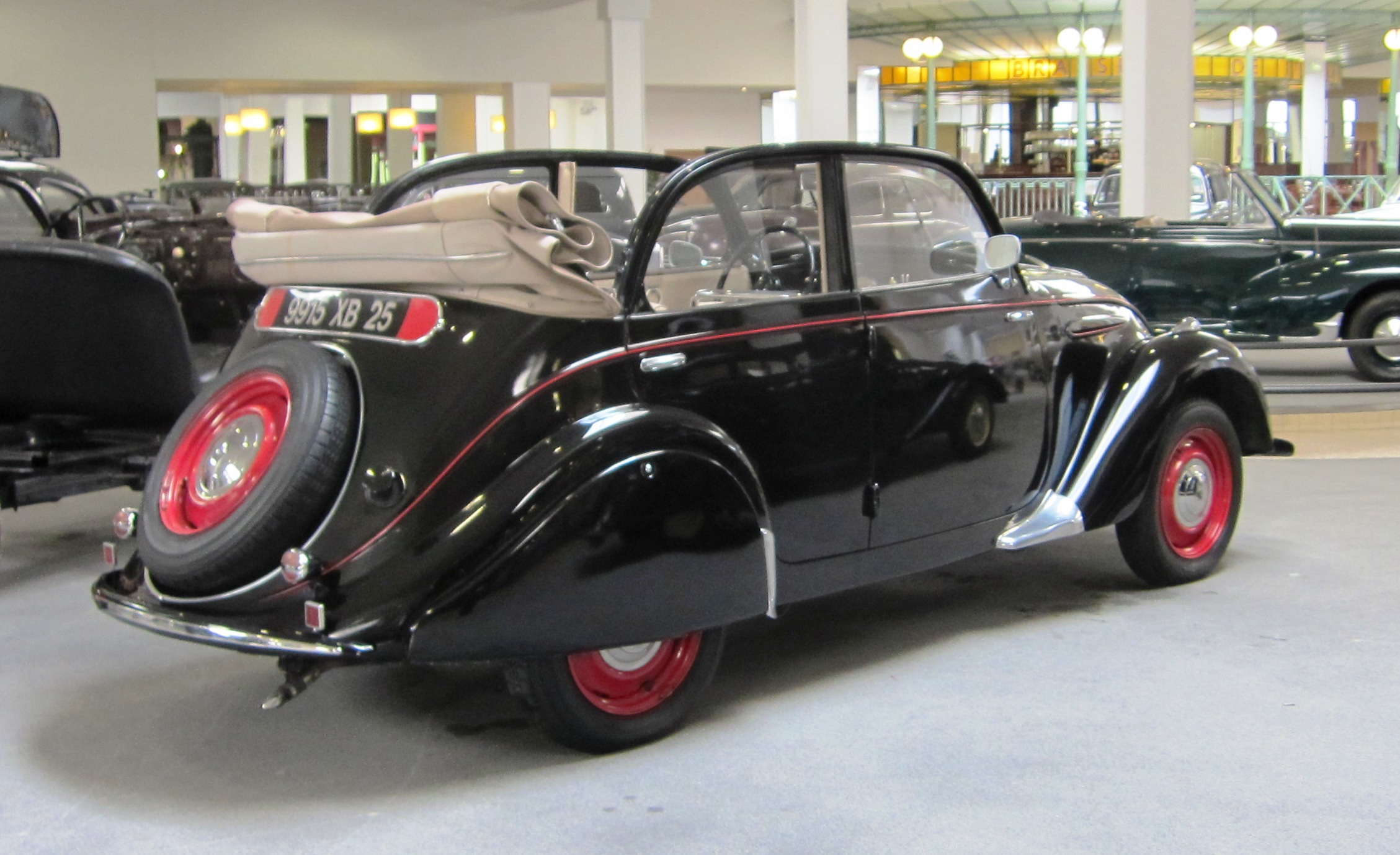
202 cabriolé
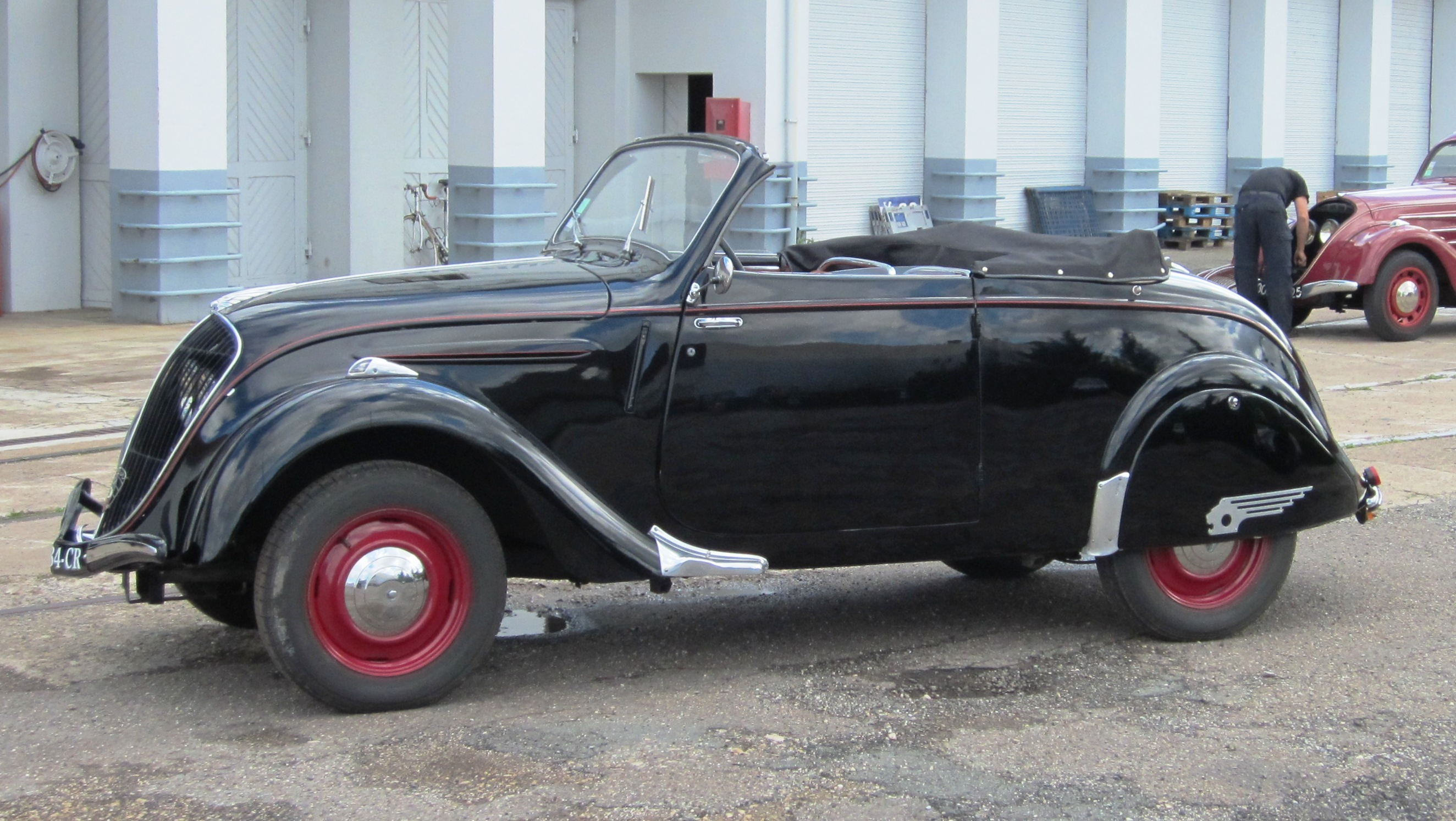
203 coupé decapotable

## Especificaciones
Motor:
- Ubicación delantera en sentido longitudinal con 4 cilindros en línea de 1.133 cc, aspiración natural, con una relación de compresión de 7:1, dotado de varillas y balancines, 8 válvulas (2 válvulas por cilindro) ubicadas en la cabeza, culata desmontable de alpax (una aleación de silicio y aluminio), carburador invertido Solex26 IAC.  Diámetro pistón x longitud movimiento: 68,0 x 78,0 mm

- Potencia máxima de 29.5 CV  (6 CF) a 4.000 rpm. Salida de potencia en las ruedas 11.8 CV

- Relación potencia/peso: 28.9 CV/tonelada (0.0382 PS/Kg).

- Aceleración de 0-100 km/h en 23.9 segundos.

- Combustible: gasolina de 95 o 98 octanos más aditivo sustitutivo del plomo.

- Consumo medio de gasolina, dependiendo de la carga transportada: 7.5 a 8 litros/100 km (7.03 litros/100 km en banco de pruebas). Bajo control del ACF (Automóvil Club de Francia), en 1938 el Peugeot 202 se sometió a Pruebas de consumo en ruta Burdeos-París-Burdeos alcanzando los 7.76 litros/100 km. En circuito urbano de París con 640 km rodados, el consumo fue de 7.4 litros/100 km

- Capacidad de aceite en el carter: 4 litros.

- Consumo de aceite de motor: 70 a 180 ml cada 100 km recorridos.

- Refrigeración por agua mediante bomba y radiador de 8.5 litros de capacidad.

- Depósito de combustible con capacidad aproximada para 45 litros.

Transmisión:
- Caja de cambios manual con 3 velocidades más marcha atrás, aunque la 1ª no estaba sincronizada.

- Embrague de un solo disco en placa seca.

- Tracción trasera.

- Llantas: 145x80x400 o 135/80/400

- Tamaño de los neumáticos:  155x400 o 145/400

- Frenos de tambor en las cuatro ruedas controlados por cable y freno de mano también por   cable. A partir de 1947 los frenos seguían siendo de tambor pero controlados por un mecanismo hidráulico.

Velocidad media y máxima:
- Bajo control del ACF (Automóvil Club de Francia), en 1938 el Peugeot 202 se sometió a Pruebas de Rendimiento de Velocidad en carretera convencional sobre un recorrido de 7.850 km, obteniendo una Velocidad Media de 65 km/h., y una Velocidad Máxima de 100 km/h en seco, sin viento y en trazado recto horizontal.

- En prueba de velocidad pura realizada en 1938 en el autódromo de Linas-Montlhéry, recorriendo 400 kilómetros, la velocidad máxima alcanzada fue de 100,14 km/h.

- En circuito urbano de París recorriendo 640 km, la velocidad media fue de 33.9 km/h.

Características
- Chasis de acero con rieles cuadrados.
- Techo corredizo de metal (en las versiones no descapotable).
- Parabrisas de una sola pieza.
- Suspensión delantera independiente en cada rueda con horquilla transversal y barras de torsión Peugeot.
- Suspensión trasera de eje sólido transversal con dos muelles en forma de ballesta y barras de torsión Peugeot.
- Dirección de tornillo, en eje delantero, con un radio de giro de 4.52 metros
- Equipamiento eléctrico: batería de 12V y 40 amperios.
- 4 bujías en forma de vela de cuello corto.
- Limpiaparabrisas ubicados en la parte inferior del parabrisas.
- Ruedas traseras semiocultas con faldones.
- Espacio para pasajeros: 3,670 litros (3.67 m³)
- Longitud 4.11 m
- Ancho 1.50 m
- Alto 1.55 m
- Área frontal: morro de 2 metros cuadrados
- Distancia entre ejes 2.45 m
- Distancia entre ruedas del mismo eje 1.18 m
- Peso 790 kg (850 kg la versión cabriolet)